# 五根松站
五根松站位于中國四川省成都市双流区华阳街道梓州大道，是成都地铁1号线的南端支线终点地下车站，于2018年3月18日随1号线三期投入使用。

## 车站概要
本站位于梓州大道地下，呈南北向布置，于2018年3月18日开通使用。因老地名“五根松”而得名。本站为1号线三期工程建设过程中首个向成都地铁运营有限公司进行“三权”（属地管理权、调度指挥权及系统设备使用权）移交的车站。
虽然本站东侧紧邻2015年投入使用的1号线二期工程红星路停车场，但本站并未一同施工，而是在作为1号线三期工程修建的。

## 车站结构
本站为地下两层岛式站台车站，车站总长265.8米，标准段宽度19.9米，深17米，共设置两组风亭、四个出入口及一个安全出入口，主体结构采用明挖顺做法施工。

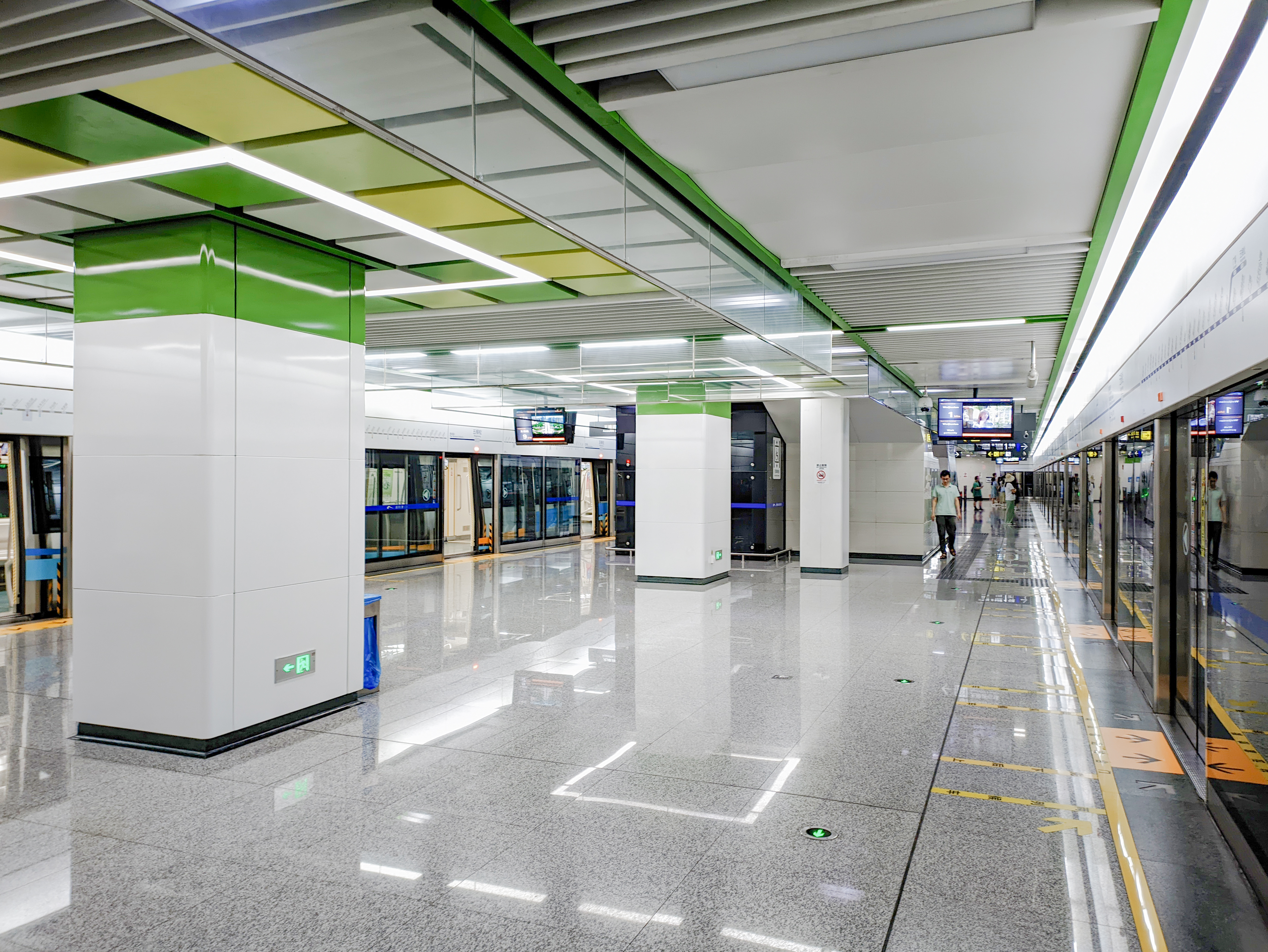
站台
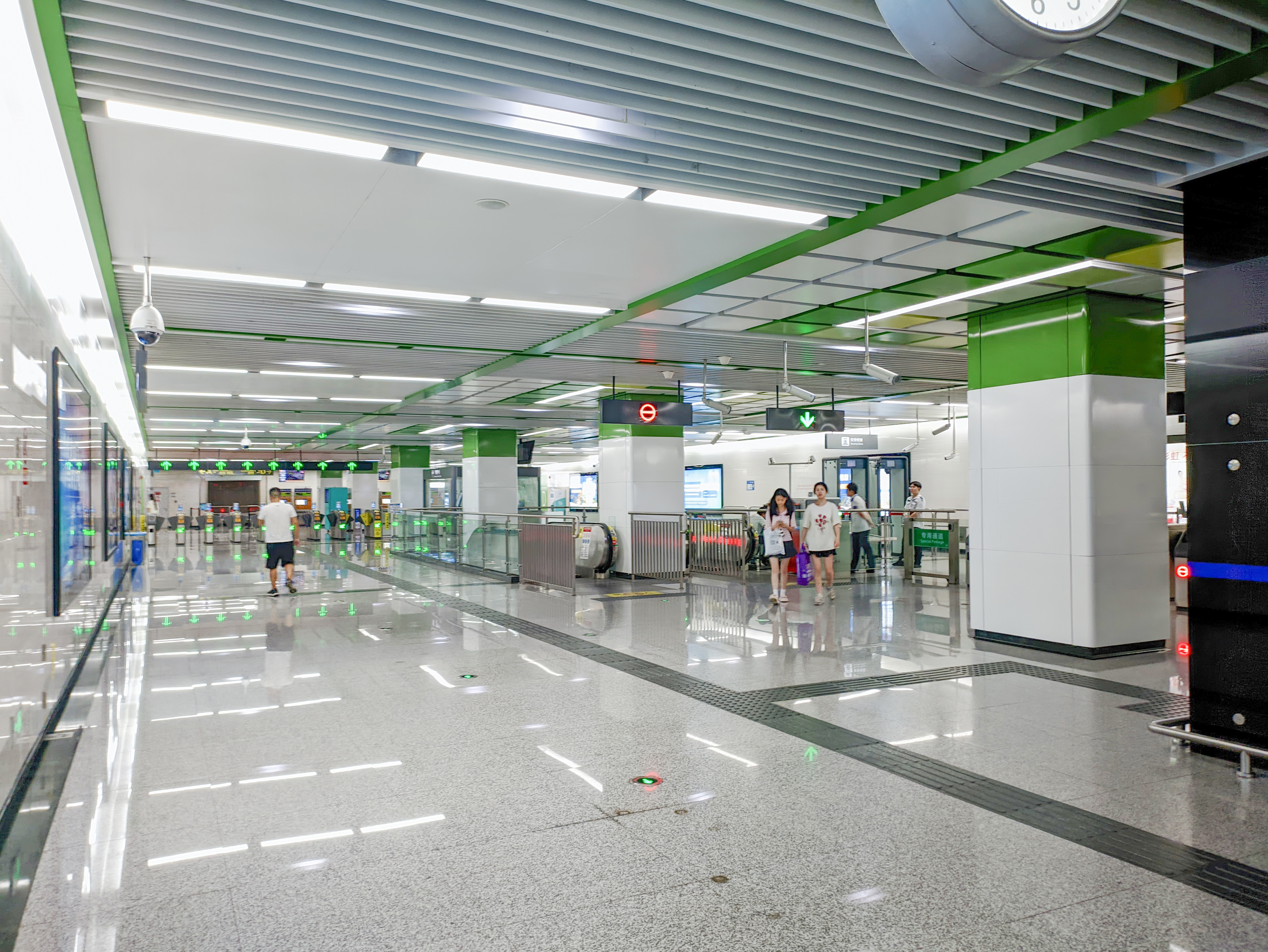
站厅

| 地面              | 0    | 出口A–D                                                                                   |
| 地下一层          | 站厅 | 自助购票 客服中心                                                                         |
| 地下二层          | 站台 | \| \| \| 1号线往韦家碾（广都） \| \| 島式 · 開左邊车门 \| \| \| \| \| \| 1号线下客站台 \| |
|                   |      | 1号线往韦家碾（广都）                                                                     |
| 島式 · 開左邊车门 |      |                                                                                           |
|                   |      | 1号线下客站台                                                                             |

- 站台
- 站厅

## 出入口
本站目前开放4个出入口。
|          |              |                      |      |
| 编号     | 设施         | 指示                 | 照片 |
|          |              | 梓州大道、新程大道   |      |
| 出口 · B | 无障碍电梯   | 梓州大道、东寺街     |      |
| 出口 · C | 无障碍卫生间 | 梓州大道、万安横四路 |      |
| 出口 · D |              | 梓州大道             |      |

## 公交换乘
507路, 510路, 551路等。

## 历史
- 2018年3月18日，正式开通使用[1]。